# Rod Grams
Rodney Dwight Grams, detto Rod (Princeton, 4 febbraio 1948 – Crown, 8 ottobre 2013), è stato un politico statunitense, senatore per lo stato del Minnesota dal 1995 al 2001 e in precedenza membro della Camera dei Rappresentanti per lo stesso stato dal 1993 al 1995.

## Biografia
Nato e cresciuto nel Minnesota, dopo il college Grams lavorò come giornalista televisivo.
Entrato in politica con il Partito Repubblicano, nel 1992 si candidò alla Camera dei Rappresentanti e risultò eletto, sconfiggendo il deputato democratico Gerry Sikorski.
Due anni più tardi, Grams annunciò la propria intenzione di non ricandidarsi per un nuovo mandato da deputato, presentandosi invece per il Senato come successore di David Durenberger. Grams riuscì a sconfiggere nelle primarie l'allora vicegovernatrice del Minnesota Joanell Dyrstad ed affrontò nelle elezioni generali la democratica Ann Wynia, superandola di misura e divenendo così senatore.
Nel 2000 si candidò per un secondo mandato, ma fu sconfitto dall'avversario democratico Mark Dayton.
Nel 2006 tentò di rientrare al Congresso candidandosi al Senato; dopo i primi sondaggi sfavorevoli, Grams abbandonò la corsa e si candidò invece per il seggio della Camera occupato dal democratico Jim Oberstar, venendo sconfitto con ampio margine.
Morì nel 2013 all'età di sessantacinque anni, affetto da un tumore al colon.